# Reputation (Taylor Swift)
Reputation è il sesto album in studio della cantautrice statunitense Taylor Swift, pubblicato il 10 novembre 2017 dalla Big Machine.

## Antefatti
Il 23 agosto 2017 Swift ha annunciato su Instagram la pubblicazione del suo sesto album che si sarebbe chiamato Reputation e sarebbe stato pubblicato il 10 novembre dello stesso anno. Il singolo apripista dell’album, Look What You Made Me Do, è uscito il giorno successivo. Il 2 settembre, durante la trasmissione della partita di football Alabama vs Florida State, è stato presentato un secondo brano dell’album, …Ready for It?, pubblicato il giorno successivo come singolo promozionale. Il 20 ottobre e il 2 novembre sono usciti altri due singoli promozionali dall'album, Gorgeous e Call It What You Want.
Il 7 novembre l’agenzia di stampa Bloomberg ha annunciato che l’album non sarebbe stato pubblicato sulle piattaforme di streaming per un periodo indefinito di tempo. Il 1º dicembre 2017 l'album venne reso disponibile su tutte le piattaforme musicali di streaming.

## Descrizione

### Copertina e titolo
La copertina dell'album è stata realizzata dai fotografi Mert Alaş e Marcus Piggott. Essa ritrae Swift vestita con un maglione grigio con degli strappi, una collana choker e dei titoli di giornale col suo nome che coprono il lato sinistro del suo viso.

### Edizioni speciali
In collaborazione con Target sono stati pubblicati insieme all'album due magazine esclusivi, di 72 pagine ciascuno, contenenti contenuti esclusivi, come foto, testi scritti a mano, poesie e dipinti completamente realizzati da Swift. La copertina del primo volume. denominato Reputation Vol.1, sui toni dell'arancione con la cantante che indossa un maglione nero, è stata fotografata da Mert e Marcus, mentre quella del secondo, Reputation Vol.2, da Benny Horne e raffigura Swift in una giacca camouflage di Marc Jacobs.

## Promozione
Il 18 agosto 2017 Swift ha eliminato tutti i contenuti dai suoi account sui social, facendo supporre qualche novità in campo musicale. Il 21 agosto ha condiviso su tutti gli account un misterioso video di 10 secondi della coda di un serpente, e nei due giorni successivi sono comparsi altri due video nei quali venivano mostrati il corpo e la testa del serpente. Il 23 agosto, poche ore dopo alla pubblicazione dell'ultimo video ritraente la testa del serpente, la cantante ha annunciato il nuovo brano, in uscita il venerdì successivo, in contemporanea al nuovo album.
UPS ha annunciato di essere il partner ufficiale per le consegne dell'album negli Stati Uniti. In alcune città, ai furgoni dell'azienda è stata appesa la cover dell'album, ai quali i fan possono fare foto e condividerle sui social network con un hashtag dedicato per aumentare le opportunità di accedere ai biglietti per il futuro tour.
Un'altra collaborazione è stata effettuata con il rivenditore statunitense Ticketmaster attraverso un programma di bundle, denominato Taylor Swift Tix. Infatti, coloro che volessero acquistare un biglietto per il futuro tour della cantante possono iscriversi al sito dedicato ed essere messi in una lista d'attesa, all'interno della quale è possibile guadagnare priorità attraverso vari metodi, come acquisto di merchandise, attività sui social o preordini dell'album. L'iniziativa termina il 28 novembre 2017, data entro la quale i fan riceveranno ulteriori istruzioni su come acquistare i biglietti.
Swift ha collaborato inoltre con AT&T per produrre una serie di dietro le quinte della realizzazione dell'album, chiamato The Making of a Song. La serie sarà pubblicata in esclusiva sul portale Taylor Swift Now il 13 novembre. Un pop-up store sarà allestito a New York dal 12 al 16 novembre per dare l'opportunità ai fan di acquistare in prima persona il merchandise esclusivo della cantante.
Il 7 novembre 2017 è stato annunciato che l'album alla sua pubblicazione non sarà presente sulle applicazioni di streaming musicale come Spotify e Apple Music per almeno una settimana dalla sua uscita, ma solo per il mercato del download digitale e dei negozi di dischi.

## Singoli
- Look What You Made Me Do è stato annunciato il 23 agosto 2017 sui canali social della cantante ed è stato reso disponibile in download digitale il 25 agosto in tutto il mondo. Il singolo è stato accolto da un'accesa attenzione mediatica da più parti[47][48], infrangendo immediatamente svariati record, tra cui brano più trasmesso in un giorno su Spotify e video più visto in un giorno su YouTube.[49][50] Ha raggiunto la prima posizione su iTunes in 74 paesi ed ha ricevuto 8 milioni di riproduzioni in streaming su Spotify, diventando l'artista femminile con più ascolti nelle prime 24 ore.[51] Negli Stati Uniti, il brano ha raggiunto la prima posizione della Billboard Hot 100 con 913.000 copie equivalenti, di cui 353.000 copie vendute, segnando il terzo più alto debutto negli Stati Uniti e la quinta prima posizione per la cantante.[52] Ha inoltre battuto il record come canzone più passata ed ascoltata nelle radio statunitensi nelle prime 24 ore di pubblicazione, con 4228 passaggi ed un pubblico di 27,3 milioni di ascoltatori,[53] ed è stato certificato disco di platino per aver venduto 1 milione di copie. In contemporanea all'uscita del singolo è stato pubblicato sul canale Vevo dell'artista il lyric video, contenente il testo del brano, prodotto da Swift stessa insieme a Joseph Kahn. Esso ha ricevuto più di 20 milioni di visualizzazioni durante le sue prime 24 ore su YouTube, diventando il lyric video più visto nelle prime 24 ore.[54] Il video ufficiale, anch'esso diretto da Kahn, è stato presentato durante la serata degli MTV Video Music Awards 2017, il 27 agosto. Esso ha raggiunto 43,2 milioni di visualizzazioni su YouTube nelle prime 24 ore dalla sua pubblicazione, battendo il record di maggior numero di visualizzazioni in un giorno.[55]
- ...Ready for It? è stato presentato tramite l'ascolto di una breve parte del brano il 2 settembre 2017, durante la trasmissione della partita di football Alabama vs Florida State ed è stato inserito all'interno di uno spot per l'annuncio dell'inizio della stagione televisiva autunnale del canale statunitense ABC, per poi essere pubblicato su iTunes il giorno seguente, come singolo promozionale.[56] Negli Stati Uniti il singolo ha debuttato alla quarta posizione della Hot 100, con 135.000 copie vendute e 19 milioni di ascolti in streaming.[57] Il 23 ottobre Swift pubblicò sui suoi canali social un teaser del video ufficiale, annunciandole l'estrazione come secondo singolo.[58] Il 24 ottobre il brano è stato inviato alle radio statunitensi[59] e nella notte tra il 26 ed il 27 ottobre è stato pubblicato il video ufficiale, diretto da Joseph Kahn e filmato in un centro commerciale abbandonato in California.[60]
- End Game è stato distribuito il 14 novembre 2017 come terzo singolo con la partecipazione del cantante britannico Ed Sheeran e il rapper statunitense Future. Il 12 gennaio è stato pubblicato il video ufficiale, diretto da Kahn. Negli Stati Uniti il singolo ha raggiunto la diciottesima posizione della Hot 100.
- Delicate è stato distribuito il 12 marzo 2018 come quinto singolo. Il video del singolo è stato diretto da Kahn. Negli Stati Uniti il singolo ha debuttato all’ottantaquattresima posizione e ha poi raggiunto la dodicesima della Hot 100, facendo diventare Reputation il primo album dal suo stesso 1989 ad avere cinque canzoni che hanno raggiunto le prime venti posizioni di questa classifica.

### Singoli promozionali
- Gorgeous è stato annunciato il 19 ottobre sui canali social della cantante, attraverso l'ascolto di una breve parte del brano, per poi essere pubblicato su iTunes e sulle altre piattaforme digitali il giorno seguente. Nel canale Vevo della cantante è stato pubblicato un lyric video per la canzone.[61] Il brano ha raggiunto la tredicesima posizione della Hot 100.[62] In Regno Unito è stato inviato alle stazioni radiofoniche il 12 gennaio 2018.[63]
- Call It What You Want è stato annunciato dalla stessa Swift il 2 novembre sui suoi canali social per poi essere pubblicato su iTunes e sulle altre piattaforme digitali il giorno seguente.[64] Anche in questo caso è stato pubblicato un lyric video per la canzone nel canale Vevo della cantante.[65] Il brano ha raggiunto la ventisettesima posizione della Hot 100 e la prima della Billboard Digital Songs, con 68.000 copie vendute.[66]
- New Year's Day è stato inviato alle stazioni radiofoniche country statunitensi il 24 novembre 2017.[67]

## Esibizioni
La prima esibizione per promuovere l'album si è svolta il 9 novembre 2017, poche ore prima della pubblicazione dell'album, durante la messa in onda della serie televisiva Scandal sul canale statunitense ABC, dove Swift si è esibita con il brano New Year's Day. L'11 novembre, dopo otto anni dall'ultima comparsa nel programma, la cantante è stata l'ospite musicale del programma televisivo Saturday Night Live e si è esibita con ...Ready for It? e Call It What You Want. Durante il mese di dicembre la cantante ha partecipato a numerose tappe del festival natalizio Jingle Ball: il 1º dicembre a Los Angeles, il 2 a San Jose, il 7 a Rosemont, l'8 a New York ed il 10 a Londra.

## Tour
Il 13 novembre 2017 è stata annunciata la partenza del tour da supporto all'album, denominato Taylor Swift's Reputation Stadium Tour. Il tour è partito l'8 maggio 2018 a Glendale, per poi proseguire in numerose città del Nord America, alcune città in Europa e Oceania, fino a terminare a Tokyo il 21 novembre 2018, per un totale di 53 spettacoli.

## Accoglienza
| Recensione           | Giudizio |
| -------------------- | -------- |
| The A.V. Club        |          |
| Entertainment Weekly |          |
| The Guardian         |          |
| The Independent      |          |
| Los Angeles Times    |          |
| NME                  |          |
| The New York Times   |          |
| Rolling Stone        |          |
| Spin                 |          |
| The Telegraph        |          |

Su Metacritic, che assegna un voto in base 100 raccogliendo le varie recensioni delle principali testate giornalistiche, reputation ha ricevuto un voto di 71/100 basato su 16 recensioni.
Scrivendo per il The Guardian, Alexis Petridis dà un'opinione positiva sull'album, scrivendo che esso "potrebbe essere infangato da eventuali pettegolezzi e critiche, ma è impossibile negare l'intelligenza del cantautorato ed il valore dei testi nel sesto album della pop star" e notando che le canzoni vedono "Swift tagliare gli ultimi collegamenti con le sue radici di Nashville a favore dello strombettio e starnazzo del pop con influenze EDM. Rob Sheffield scrive per Rolling Stone che l'album "mostra il lato più cupo e profondo del genio del pop che, come tale, sta provando qualcosa di nuovo, come ha sempre fatto". Roisin O'Connor scrive invece per The Independent che "Call It What You Want è probabilmente la miglior canzone che Swift abbia mai realizzato", elogiando la produzione di Jack Antonoff e definendola essenziale per l'album; "l'amore di Antonoff per le sonorità synth-pop degli anni 80 è il perfetto contrappeso al tocco dance ed elettronico di Max Martin e Shellback".

## Tracce
1. ...Ready for It? – 3:28 (Taylor Swift, Max Martin, Shellback, Ali Payami)
2. End Game (feat. Ed Sheeran & Future) – 4:04 (Taylor Swift, Ed Sheeran, Max Martin, Shellback, Nayvadius Wilburn)
3. I Did Something Bad – 3:58 (Taylor Swift, Max Martin, Shellback)
4. Don't Blame Me – 3:56 (Taylor Swift, Max Martin, Shellback)
5. Delicate – 3:52 (Taylor Swift, Max Martin, Shellback)
6. Look What You Made Me Do – 3:31 (Taylor Swift, Jack Antonoff, Fred Fairbrass, Richard Fairbrass, Rob Manzoli)
7. So It Goes... – 3:47 (Taylor Swift, Max Martin, Shellback, Oscar Görres)
8. Gorgeous – 3:29 (Taylor Swift, Max Martin, Shellback)
9. Getaway Car – 3:53 (Taylor Swift, Jack Antonoff)
10. King of My Heart – 3:34 (Taylor Swift, Max Martin, Shellback)
11. Dancing With Our Hands Tied – 3:31 (Taylor Swift, Max Martin, Shellback, Oscar Holter)
12. Dress – 3:50 (Taylor Swift, Jack Antonoff)
13. This Is Why We Can't Have Nice Things – 3:27 (Taylor Swift, Jack Antonoff)
14. Call It What You Want – 3:23 (Taylor Swift, Jack Antonoff)
15. New Year's Day – 3:55 (Taylor Swift, Jack Antonoff)

Note
- Look What You Made Me Do contiene un'interpolazione della canzone del 1991 I'm Too Sexy della band Right Said Fred.

## Formazione
- Taylor Swift – voce, autrice, cori (tracce 1, 4, 10), produttrice (tracce 6, 9, 12–15), produzione, direttrice creativa del packaging
- Mert Alaş – fotografo
- Jack Antonoff – produzione, autore (tracce 6, 9, 12-15); programmatore (tracce 6, 9, 12–14); tastiere (tracce 6, 9, 12–14); cori (tracce 9, 14); pianoforte, basso, chitarra, synth (traccia 15)
- Cory Bice – assistente alla registrazione (tracce 2–5, 7, 10, 11)
- Joseph Cassell – stilista
- Seth Ferkins – registrazione (traccia 2)
- Ben Fieker – progettazione del packaging
- Sean Flora – assistente alla registrazione (traccia 2)
- Parker Foote – progettazione del packaging
- Isamaya French – truccatrice
- Future – voce, autore (traccia 2)
- Șerban Ghenea – missaggio
- Oscar Görres – produzione, tastiere, programmatore, pianoforte (traccia 7)
- Lorraine Griffin – nail artist
- Austin Hale – progettazione del packaging
- John Hanes – ingegnere del missaggio
- Paul Hanlon – parrucchiere
- Sam Holland – registrazione (tracce 2–5, 7, 8, 11)
- Oscar Holter – produzione, tastiere, programmatore (traccia 11)
- Sean Hutchinson – batteria (traccia 9)
- Michael Ilbert – registrazione (tracce 2–5, 7, 8, 10, 11)
- Iiya – produzione vocale (traccia 2)
- Peter Karlsson – assistente alla registrazione (traccia 2)
- Jeremy Lertola – assistente alla registrazione (tracce 2, 4, 5, 7, 10, 11)
- Mat Maitland – direttore creativo della fotografia
- Max Martin – produzione (tracce 1-5, 7, 8, 10, 11), registrazione (traccia 1); tastiere (tracce 1–5, 7, 8, 10, 11); programmatore (tracce 1–5, 7, 8, 10, 11); pianoforte (tracce 4, 5); cori (traccia 4)
- Randy Merrill – mastering
- Josh and Bethany Newman – direzione artistica del packaging
- Noah Passovoy – registrazione (traccia 10)
- Victoria Parker – violini (tracce 6, 9, 13); viola (traccia 13)
- Ali Payami – produzione, autore, tastiere, programmatore (traccia 1)
- Phillip A. Peterson – violoncelli (tracce 6, 9, 13)
- Marcus Piggot – fotografo
- James Reynolds – voce (traccia 8)
- Shellback – produzione (tracce 1–5, 7, 8, 10, 11); tastiere (tracce 1–5, 7, 8, 10, 11); programmatore (tracce 1–5, 7, 8, 11); batteria (tracce 2, 4, 10), basso (tracce 2, 10); chitarre (traccia 8)
- Laura Sisk – registrazione (tracce 6, 9, 12, 13, 15)
- Ed Sheeran – voce, autore (traccia 2)
- Jon Sher – assistente alla registrazione (traccia 10)
- Evan Smith – sassofoni (traccia 6)
- Mike Synphony – assistente alla registrazione (traccia 2)
- Daniel Watson – assistente alla registrazione (traccia 2)

## Successo commerciale
Nella sua prima settimana dopo l'uscita, l’album ha venduto 2 milioni di copie mondialmente.

### America
Una settimana prima della pubblicazione dell'album è stato annunciato che sono stati effettuati più di 400.000 preordini nei soli Stati Uniti d'America. L'album è stato anche definito come la più grande prevendita di Target di sempre. Secondo la rivista statunitense Billboard, questo numero di preordini è quasi il doppio di quelle ottenute dall'album precedente di Swift, 1989, che tre anni prima ha venduto 1,3 milioni di copie nella prima settimana. È stato annunciato da Billboard che l'album abbia venduto, soltanto negli Stati Uniti, 700.000 copie nel suo primo giorno di uscita, diventando in un solo giorno l'album di un'artista femminile più venduto dell'anno. L’album ha infine debuttato alla prima posizione della Billboard 200 con 1.238 milioni di copie vendute, diventando il suo quinto a debuttare in vetta e il suo quarto a vendere oltre un milione di copie nella sua prima settimana nel paese, rendendola l’unica artista a fare ciò. Nella sua seconda settimana, l’album ha venduto altre 256.000 copie rimanendo al primo posto di questa classifica e diventando il primo album a rimanere in vetta alla classifica per più di una settimana da 4:44 di Jay-Z e il primo album femminile a fare ciò da Anti di Rihanna. Reputation è poi diventato il quarto album del 2017 a rimanere al primo posto per tre settimane dopo Starboy di The Weeknd, More Life di Drake e Damn di Kendrick Lamar e il primo album femminile a fare ciò da 25 di Adele; vendendo 147.000 copie nella sua terza settimana. Nella settimana successiva è sceso alla terza posizione ma è poi tornato alla prima tre settimane dopo. L’album è diventato il più venduto dell’anno nel paese con 2,336,000 copie vendute nel 2017.
In Canada l'album ha venduto 50.000 copie nel suo primo giorno di uscita. Ha poi debuttato alla prima posizione della Canadian Albums Chart con 81.000 copie vendute, diventando il suo quinto a debuttare in vetta. È rimasto alla prima posizione anche nelle due settimane successive, diventando il primo album a rimanere in vetta per tre settimane consecutive da Damn.

### Europa
Nel Regno Unito l'album ha venduto 65.000 copie nei primi tre giorni di uscita, ed ha debuttato alla prima posizione della Official Albums Chart con 84.000 copie vendute, diventando il terzo album dell'artista a raggiungere il primo posto della classifica dopo Red e 1989 e diventando il quinto album ad aver venduto di più nella prima settimana dopo l'uscita.
Reputation è riuscito a debuttare in vetta ad alcune nazioni europee, tra cui l’Austria, la Norvegia e la Svizzera.
In Italia l’album ha debuttato alla terza posizione della Classifica FIMI Album, rimanendo in questa classifica per 12 settimane.

### Oceania
Anche in Nuova Zelanda ha debuttato alla prima posizione della classifica nazionale, oltre ad essere certificato disco d'oro già nella prima settimana per aver venduto 7.500 copie e mantenendo la prima posizione anche la settimana successiva.

## Classifiche

### Classifiche settimanali
| Classifica (2017–23) | Posizione massima |
| -------------------- | ----------------- |
| Australia            | 1                 |
| Austria              | 1                 |
| Belgio (Fiandre)     | 1                 |
| Belgio (Vallonia)    | 9                 |
| Canada               | 1                 |
| Corea del Sud        | 3                 |
| Danimarca            | 3                 |
| Finlandia            | 5                 |
| Francia              | 16                |
| Germania             | 2                 |
| Giappone             | 1                 |
| Grecia               | 1                 |
| Irlanda              | 1                 |
| Italia               | 3                 |
| Messico              | 4                 |
| Lettonia             | 7                 |
| Norvegia             | 1                 |
| Nuova Zelanda        | 1                 |
| Olanda               | 3                 |
| Paesi Bassi          | 1                 |
| Polonia              | 6                 |
| Portogallo           | 1                 |
| Regno Unito          | 1                 |
| Repubblica Ceca      | 2                 |
| Slovacchia           | 4                 |
| Spagna               | 3                 |
| Stati Uniti          | 1                 |
| Svezia               | 2                 |
| Svizzera             | 1                 |
| Sudafrica            | 3                 |
| Ungheria             | 8                 |

### Classifiche di fine anno
| Classifica        | Posizione | Posizione | Posizione |
| Classifica        | 2017      | 2018      | 2019      |
| ----------------- | --------- | --------- | --------- |
| Australia         | 3         | 11        | 27        |
| Austria           | 55        |           |           |
| Belgio (Fiandre)  | 57        | 77        |           |
| Belgio (Vallonia) | 165       |           |           |
| Canada            |           | 4         |           |
| Corea del Sud     | 51        | 84        |           |
| Danimarca         |           | 87        |           |
| Germania          | 60        |           |           |
| Giappone          | 73        | 72        |           |
| Irlanda           |           | 16        |           |
| Messico           | 93        | 62        |           |
| Nuova Zelanda     | 9         | 9         | 45        |
| Olanda            | 90        |           |           |
| Regno Unito       | 15        | 37        |           |
| Spagna            |           |           | 93        |
| Stati Uniti       |           | 1         | 74        |
| Svizzera          | 90        |           |           |

### Classifiche di fine decennio
| Classifica (2010-19) | Posizione |
| -------------------- | --------- |
| Australia            | 50        |
| Stati Uniti          | 62        |

### Classifiche di tutti i tempi
| Paese         | Posizione |
| ------------- | --------- |
| Australia     | 60        |
| Nuova Zelanda | 195       |

## Date di pubblicazione
| Stato       | Data             | Formato               | Edizione | Etichetta discografica | Note    |
| ----------- | ---------------- | --------------------- | -------- | ---------------------- | ------- |
| Mondo       | 10 novembre 2017 | CD, Download digitale | Standard | Big Machine            | [ 153 ] |
| Giappone    | 10 novembre 2017 | CD + DVD              | Standard | Universal Music        | [ 154 ] |
| Brasile     | 24 novembre 2017 | CD                    | Standard | Universal Music        | [ 155 ] |
| Vari        | 1º dicembre 2017 | Streaming             | Standard | Big Machine            | [ 156 ] |
| Vari        | 15 dicembre 2017 | LP                    | Standard | Big Machine            | [ 157 ] |
| Vari        | 9 marzo 2018     | Streaming             | Karaoke  | Big Machine            | [ 158 ] |
| Stati Uniti | 9 marzo 2018     | Download digitale     | Karaoke  | Big Machine            | [ 159 ] |
| Stati Uniti | 18 maggio 2018   | CD + DVD              | Karaoke  | Big Machine            | [ 160 ] |

## Reputation (Taylor's Version)
Nell'agosto 2019 Taylor Swift ha annunciato che avrebbe registrato nuovamente i suoi primi sei album in seguito alla vendita dei diritti della Big Machine all'imprenditore statunitense Scooter Braun, aggiungendo l'11 febbraio 2021 che le nuove registrazioni avrebbero manutenuto i titoli originari ma con l'aggiunta della dicitura Taylor's Version tra parentesi al fine di sottolineare il possesso della registrazione.
Il brano Delicate (Taylor's Version) è stato presentato in anteprima nel sesto episodio della seconda stagione della serie televisiva L'estate nei tuoi occhi, mentre il 23 agosto 2023 è stato distribuito il trailer della miniserie televisiva Wilderness, che include un primo ascolto di Look What You Made Me Do (Taylor's Version). Il 15 settembre 2023, Prime Video ha distribuito tale miniserie, la cui sigla è proprio Look What You Made Me Do (Taylor's Version).
Intervistata da Sam Lansky per la rivista Time in occasione della nomina di persona dell'anno il 6 dicembre 2023, la stessa Swift ha definito le canzoni inedite di Reputation (Taylor's Version) come "una bomba" (in inglese "fire").
Dopo la ri-acquisizione dei diritti dei primi sei album resa nota il 30 maggio 2025, Taylor Swift ha affermato di non aver mai ultimato la registrazione della Taylor's Version, dicendo di non riuscire a migliorare il progetto originale in nessun modo. Riguardo alle tracce inedite From The Vault, la cantautrice ha comunque dichiarato la volontà di poterle pubblicare in futuro in base alle richieste dei fan.